# Bulimulus
Bulimulus is een geslacht van weekdieren uit de klasse van de Gastropoda (slakken).

## Soort
- Bulimulus ouallensis Breure & Hovestadt, 2016